# Ane Lone Bagger

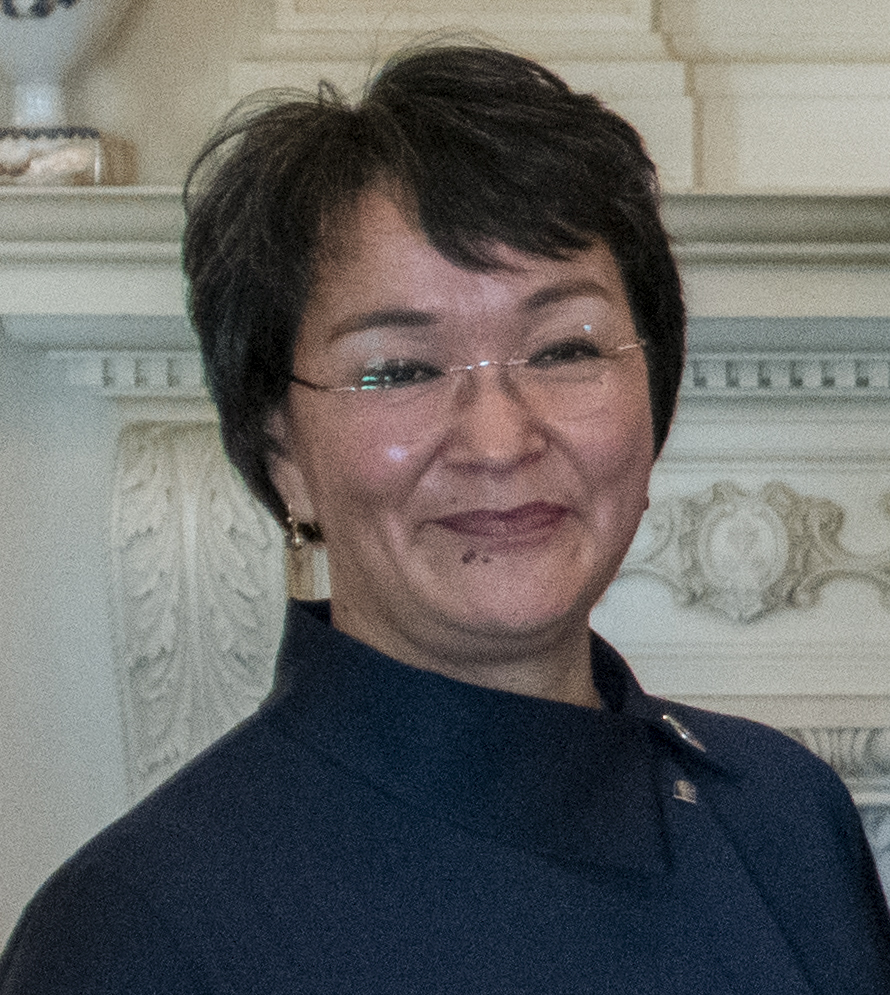
Ane Lone Bagger (2019)

Ane Lone Bagger (geb. Iversen; * 25. Februar 1966 in Ilulissat) ist eine grönländische Politikerin (Siumut).

## Leben
Ane Lone Bagger ist die Tochter des Politikers Hans Iversen (* 1940) und seiner Frau Ane Sofie († 1991). Mit ihrem Ehemann Frank Bagger, der Anfang der 2000er Jahre mehrere grönländische Meisterschaftstitel im Badminton gewann, hat sie Zwillingstöchter.
Nach dem Schulabschluss 1986 in Aasiaat besuchte Ane Lone von 1987 bis 1988 die Eisen- und Metallschule in Aalborg. Von 1988 bis 1991 ließ sie sich bei Grønlandsfly zur Flugzeugmechanikerin ausbilden, als die sie bis 1993 tätig war. Anschließend war sie ein Jahr Fluglotsin, bevor sie Stewardess wurde und sich gleichzeitig zur Verkehrsassistentin ausbilden ließ, was sie von 1996 bis 2006 war. Von 2007 bis 2016 war sie Versicherungsvermittlerin.
Ihre politische Karriere begann Ane Lone Bagger 2008, als sie als einzige Vertreterin der Demokraatit in den Rat der neuen Qaasuitsup Kommunia gewählt wurde. Sie kandidierte bei der Folketingswahl 2011, erhielt aber die wenigsten Stimmen aller Kandidaten. Bei der Kommunalwahl 2008 konnte sie mit den Demokraatit nicht mehr in den Kommunalrat einziehen, obwohl sie landesweit die zweitmeisten Stimmen aller Demokraatit-Kandidaten erhielt. Bei der Kommunalwahl 2017 trat sie für die Siumut an und wurde in den Rat der neuen Avannaata Kommunia gewählt. Im Oktober 2018 wurde sie zur Bildungs-, Kultur-, Kirchen- und Außenministerin im Kabinett Kielsen IV ernannt und führt dieses Amt im Kabinett Kielsen V fort. Am 22. November 2019 wurde ihr die Nordische Zusammenarbeit von Vittus Qujaukitsoq zugeordnet, die aber unter ihr Außenministerium fiel. Im Mai 2020 verlor sie das Außenministerium im Zuge der Einsetzung des Kabinetts Kielsen VI. Nachdem sie im März 2020 bereits stressbedingt für zwei Wochen krankgeschrieben war, trat sie am 31. Juli 2020 aus persönlichen Gründen von ihrem Amt zurück.